# الكسندرا باريتو
الكسندرا باريتو (بالإنجليزية: Alexandra Barreto)‏ مواليد 10 أكتوبر 1982 في جزيرة ستاتن، نيويورك، الولايات المتحدة، هي ممثلة ومنتجة أمريكية بدأت مسيرتها الفنية عام 2000.

## وصلات خارجية
- الكسندرا باريتو على موقع IMDb (الإنجليزية)
- الكسندرا باريتو على موقع قاعدة بيانات الفيلم (الإنجليزية)